# Ball der Nationen (Film)
Ball der Nationen ist ein deutscher Spielfilm von 1954. Unter der Regie von Karl Ritter spielen Zsa Zsa Gabor und Gustav Fröhlich die Hauptrollen. Die Geschichte wurde frei nach der gleichnamigen Operette von Paul Beyer und Heinz Hentschke gestaltet.

## Handlung
Um einem drohenden Waffengang zwischen den militärischen Großmächten zuvorzukommen, wird eine Weltfriedenskonferenz einberufen, zu der eine US-amerikanische Zeitung ihren Chefreporter Percy Buck entsendet. Als sich ein Scheitern am Horizont abzeichnet, beginnt sich Buck anderen Dingen zuzuwenden. Er hat vor allem ein Auge auf den glamourösen und exaltierten Revuestar Vera van Loon geworfen, in die er sich rasch verliebt. Percy lässt nichts unversucht, bei der Dame zu landen, doch diese zeigt ihm regelmäßig die kalte Schulter. Percy ist sich im Klaren: Er braucht unbedingt mehr Zeit, um das Herz der kühlen Schönen zu erobern. Da hat er einen genialen Einfall. 
Um die Weltfriedenskonferenz zu verlängern, publiziert der Zeitungsmann in seiner Postille eine bewusste Falschmeldung, der zufolge in der Atomforschung revolutionäre Entwicklungen gemacht wurden, die eine Verlängerung der Konferenz unabdingbar werden lassen. Nun sind die Diplomaten gezwungen, ihre Verhandlungen wieder aufzunehmen, um endlich zu einer die Weltlage beruhigenden Abschlusserklärung zu kommen. Auch die Geheimdienste der Atommächte haben einiges zu tun und heften sich an Bucks Fersen, um herauszubekommen, um welche „Atomgeheimnisse“ es sich in dem besagten Zeitungsartikel handeln könne. Da die Sowjets von Bucks Schwärmerei für Vera erfahren haben, setzen sie kurzerhand die kapriziöse Revuediva auf Percy an, um ihn auszuhorchen. Beim finalen Ball der Nationen löst sich nun alles in Wohlgefallen auf, und der Weltfrieden ist noch einmal bewahrt worden …

## Produktionsnotizen
Die Dreharbeiten zu dem letzten Film Karl Ritters fanden zwischen dem 23. August und dem 30. September 1954 in und bei Wiesbaden (sowohl Atelier als auch Außenaufnahmen) statt. Die Uraufführung erfolgte am 25. Dezember 1954 in Duisburg, die Berliner Premiere war am 11. März 1955. 
Die Produktionsleitung hatte Produzent Karl Schulz zusammen mit Adolf Hannemann. Alfred Bütow und Ernst Schomer schufen die Filmbauten, Werner Bochmann besorgte die musikalische Bearbeitung der Kompositionen Fred Raymonds. Conny Carstennsen war einer von zwei Aufnahmeleitern. 
Der in Deutschland lebende britische Radio-DJ Chris Howland absolvierte in Ball der Nationen seinen ersten Kinoauftritt.
Es singt Lys Assia, es tanzt das Ballett des Darmstädter Landestheaters.

## Kritik
Im Lexikon des Internationalen Films steht: „Ein politisch instinktloser Versuch, ein brisantes Thema für oberflächliche Unterhaltung zu nutzen.“